# Phalloniscus pearsei
Phalloniscus pearsei är en kräftdjursart som först beskrevs av Van Name 1936.  Phalloniscus pearsei ingår i släktet Phalloniscus och familjen Dubioniscidae. Inga underarter finns listade i Catalogue of Life.